# Songkar
Songkar is een bestuurslaag in het regentschap Sumbawa van de provincie West-Nusa Tenggara, Indonesië. Songkar telt 1144 inwoners (volkstelling 2010).